# Paulina Remixes
Paulina Remixes è una raccolta di remix di canzoni della cantante messicana Paulina Rubio, pubblicato nel 2007 dalla EMI.

## Tracce
1. La chica dorada – 4:22
2. Dime si soy sexy – 5:03
3. Sabor a miel – 5:38
4. Asunto de dos – 5:17
5. Nieva, nieva (Remix) – 8:03
6. El me engañó – 4:42
7. Te saría mi vida – 6:12
8. Nada de ti – 6:29
9. Tu y yo – 7:50
10. Enamorada – 7:04
11. Tuya desde la raíz – 6:45
12. Megahits (Medley - Extended Version) – 12:03